# Suprematizam
Suprematizam je umjetnički avangardistički pokret nastao 1913. u Rusiji.
Osnivač suprematizma je Kazimir Maljevič poznat po slikama «Crni kvadrat na bijelom polju», a zatim i «Bijeli kvadrat na bijelom polju». Kazimir Maljevič je i autor manifesta «Od kubizma do suprematizma», a zalaže se za prevlast (supremaciju) čistog osjećaja u umjetnosti; nastoji dosegnuti savršen sklad oblika i boja nepredmetnim slikama, crtama i osnovnim geometrijskim likovima.

## Vanjske poveznice
- Kronologija likovne umjetnosti prve trećine 20. st.